# Chronologie de l'Empire romain d'Occident
 (mars 2009).
Si vous disposez d'ouvrages ou d'articles de référence ou si vous connaissez des sites web de qualité traitant du thème abordé ici, merci de compléter l'article en donnant les références utiles à sa vérifiabilité et en les liant à la section « Notes et références ».

Carte de l'Empire romain d'Occident en 418.

Cet article donne la chronologie de l'Empire romain d'Occident (395–476), depuis la mort de Théodose Ier et la dernière division de l'Empire romain, jusqu'à la chute finale du dernier empereur d'Occident.

## Délimitation

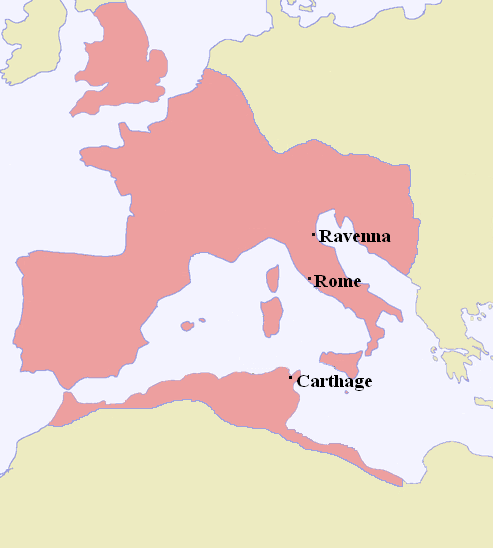
L'Empire romain d'Occident en 395

À l'origine l'Empire romain d'Occident couvre l'Afrique du Nord, l'Île de Bretagne, la Gaule, les péninsules ibérique et italienne et la Dalmatie jusqu'au Danube.

## Chronologie

### La régence de Stilicon (395-408)
395

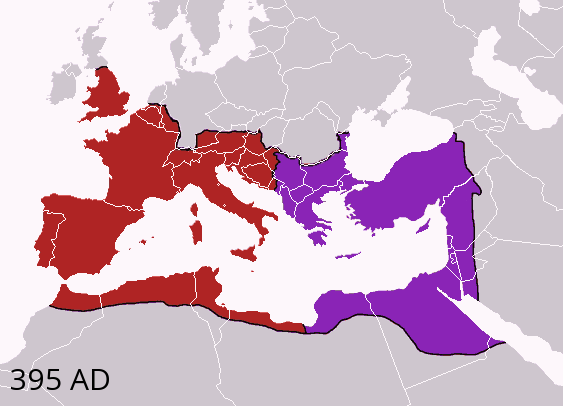
La division de l'Empire après la mort de Théodose I, ca.395 AD superposés sur les frontières modernes.

- Décès de l'empereur romain Théodose Ier, ce qui entraîna la scission définitive, de facto, entre l'Empire romain d'Orient qui  échoit à son fils aîné Arcadius, et celui d'Occident qui sera dirigé par son fils cadet Honorius, mais cette scission n'a rien de juridique.
- Début du règne d'Honorius, premier empereur romain d'Occident (jusqu'en 423).
- Soulèvement des Wisigoths d'Alaric Ier en Illyrie.

396
- Les Romains enrôlent des Francs et des Alamans pour défendre la frontière du Rhin.

397
- Usurpation du comte d'Afrique Gildon, défait à la bataille de l'Ardalio en 398.

398
- Un édit impérial oblige les propriétaires romains à céder le tiers de leurs domaines aux Barbares qui s'installent dans l'Empire.

399
- Élection du pape Anastase Ier (jusqu'en 401)

401
- Des Vandales et des Alains envahissent les provinces de Rhétie et Norique. Après les avoir battus, Stilicon les installe en Italie du Nord et les incorpore dans son armée.
- Élection du pape Innocent Ier (jusqu'en 417)
- Les Wisigoths d’Alaric envahissent l'Italie.

402
- Les Wisigoths sont battus par Stilicon à la bataille de Pollentia mais ne sont pas chassés d'Italie.
- Pour échapper à la menace des Wisigoths, la cour impériale est à nouveau déplacée de Milan à Ravenne, un site plus facile à défendre.

403
- Alaric, de nouveau défait par Stilicon à la bataille de Vérone, est repoussé en Illyrie.

404
- Honorius vient à Rome pour célébrer le triomphe avec Stilicon et recevoir l'investiture du consulat. Choqué par le paganisme de la Ville, il prend des mesures anti-païennes, dont l'interdiction de la gladiature à Rome.

405
- Les Ostrogoths de Radagaise franchissent le limes et envahissent l'Italie.

406
- Radagaise est vaincu par Stilicon à Fiesole.

407
- Les Vandales, les Alains, les Suèves et les Burgondes franchissent le Rhin gelé.
- Les contingents frontaliers d’auxiliaires Francs ne parviennent pas à arrêter l’invasion générale de la Gaule. Trèves, capitale de la Gaule, est incendiée.
- Des groupes d’envahisseurs passent en Bretagne, où l’armée locale les bat. Cette armée victorieuse proclame empereur ses généraux : usurpations de Marcus, Gratien puis Constantin III.
- Constantin III quitte la Bretagne avec ses troupes pour libérer la Gaule des Barbares. La Bretagne est laissée sans défense.

408
- Alaric revient en Norique, Stilicon n’a pas les effectifs nécessaires pour faire face en Gaule et en Italie.
- Avec l'empereur Honorius, l'aristocratie et les troupes romaines contre lui, Stilicon est arrêté et exécuté le 22 août 408.
- Les troupes romaines massacrent les officiers germaniques servant dans l'armée impériale puis leurs familles.

### Le recul de l'Empire (408-416)

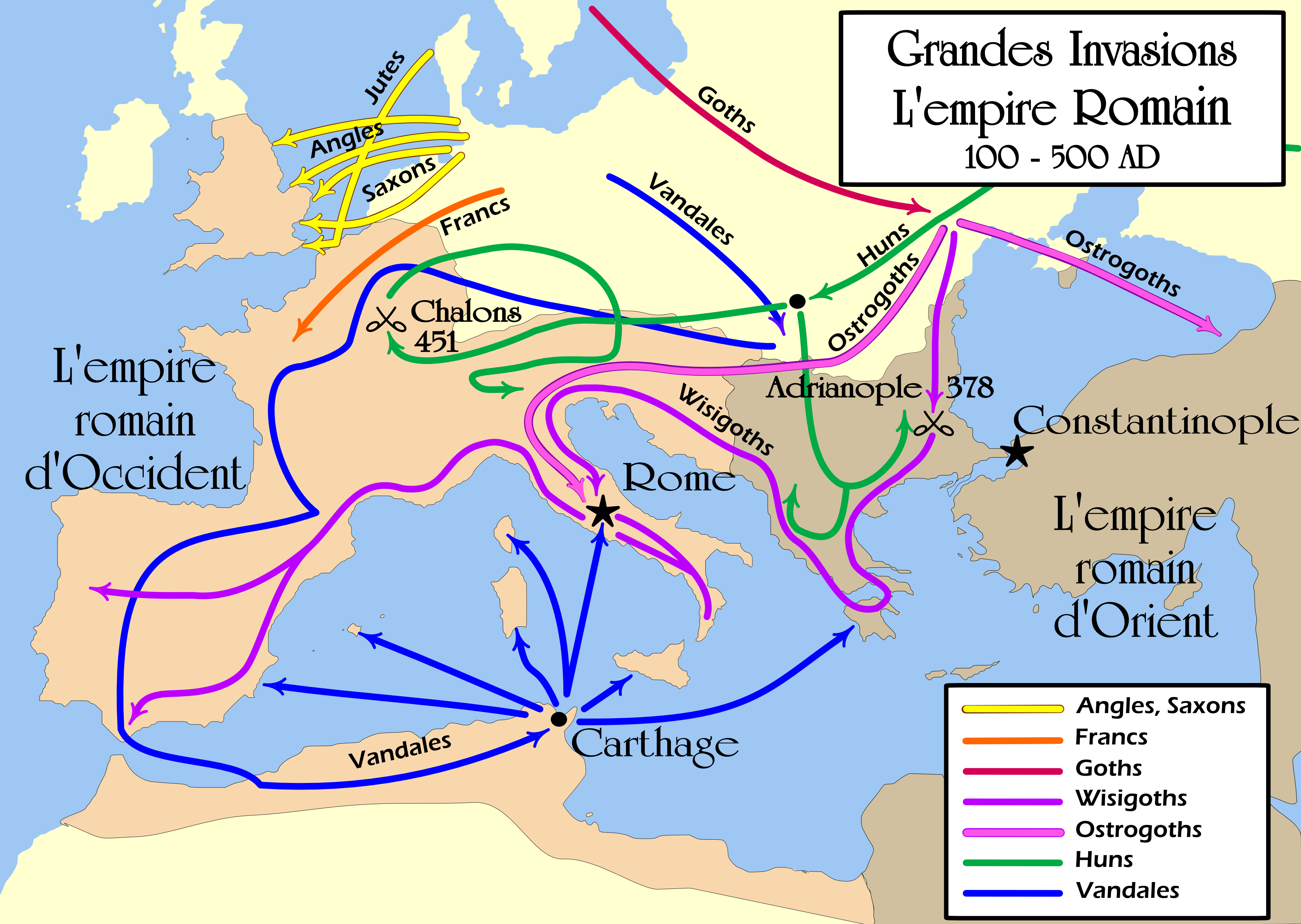
Itinéraires empruntés par les colonnes d'envahisseurs durant les Grandes invasions.
Chronologie associée.

- L'usurpateur Constantin III déplace la capitale de la Gaule de Trèves à Arles et étend son autorité sur l'Espagne.
- Octobre 408 : Premier siège de Rome par les Wisigoths d’Alaric Ier, qu’il lève contre promesse de paiement d’une énorme rançon. Les Wisigoths s’installent en Toscane.

409
- Pour éviter Constantin III en Gaule, les Vandales, les Suèves et une partie des Alains passent en Espagne. Usurpation de Maxime en Espagne.
- Alaric n’est pas payé de la rançon promise, il anéantit un contingent romain envoyé de Ravenne pour renforcer la défense de Rome.
- Alaric Ier fait décider par le Sénat de Rome la déchéance d’Honorius et la proclamation de Priscus Attale comme empereur.

410
- Le 24 août 410, les Wisigoths d’Alaric Ier prennent et pillent Rome. Ils tentent sans succès de passer en Afrique depuis Messine. Destitution de l’usurpateur Attale. Galla Placidia, sœur d'Honorius, est emmenée comme otage par Alaric. Mort d'Alaric en Calabre.
- Les Bretons repoussent les premières invasions de Pictes et de  Scots  au nord de la Bretagne, et de Saxons au sud.

411
- L’Espagne est partagée par ses envahisseurs par tirage au sort : la Bétique (actuelle Andalousie) pour les Vandales Silings, la partie nord de la Galice pour les Vandales Hasdings, la partie sud de la Galice pour les Suèves, la Lusitanie (actuel Portugal) et la Carthaginoise pour les Alains. Seule la Tarraconaise (Catalogne) reste un réduit romain.
- Constantin III est assiégé à Arles par des troupes loyales à l'empereur Honorius, commandées par le patrice Constance.
- La conférence de Carthage condamne le donatisme. Déclin du donatisme en Afrique du Nord.
- Un nouvel usurpateur Jovin se proclame à Mogontiacum (Mayence) en Gaule, aidé de groupes d’Alains et de Burgondes, avec le soutien d'une partie de l'aristocratie gallo-romaine.
- Dirigés par Athaulf, successeur d’Alaric, les Wisigoths remontent vers le nord de l'Italie.

412
- Jovin, espérant leur soutien, laisse les Wisigoths pénétrer dans le sud de la Gaule.
- Contre promesse de ravitaillement de la part de Ravenne, Athaulf trahit  Jovin, le capture à Valence, et le livre au préfet du prétoire Caius Posthumus Dardanus resté fidèle à Honorius. Dardanus fait exécuter Jovin et son frère Sebastianus en 413.

413
- En réplique aux païens qui accusent les chrétiens d'être responsables du sac de Rome, après l'abandon des antiques dieux protecteurs de la Ville, Augustin d'Hippone commence la publication de La Cité de Dieu.
- Des Francs saccagent Trèves.
- Les Burgondes signent un traité (Fœdus) avec l'Empire romain qui les autorise à s'implanter en Gaule sur les bords du Rhin à Mayence et Worms (premier royaume Burgonde).
- Les Wisigoths ne recevant pas le ravitaillement promis, assiègent en vain Marseille, s’emparent de Narbonne, puis de Toulouse et de Bordeaux.

414
- Les Wisigoths continuent leur invasion en Espagne. Leur roi Athaulf épouse Galla Placidia, sœur de l’empereur Honorius.

415
- Athaulf est assassiné à Barcelone en Espagne en réaction à son attitude pro-romaine, son frère Wallia lui succède, mais il échoue à passer en Afrique romaine.

### Le répit (416-429)
416
- Le patrice Constance force les Wisigoths à quitter l’Espagne et à faire la paix avec l'Empire romain, en échange d’une installation en Aquitaine seconde.

Honorius célèbre son triomphe à Rome, à la suite des succès du patrice Constance. Le rétablissement de l'empire est illusoire : si les envahisseurs semblent fixés comme fédérés et les usurpateurs éliminés, en revanche les pertes romaines sont considérables. L'Italie, la Gaule et l'Espagne ont été ravagées. Le limes défensif Rhin – Danube n’existe plus, seuls trois corps d’armée romains subsistent en Dalmatie, en Gaule et en Italie du nord. La Bretagne est perdue, l’Espagne, l’Illyrie et l’Afrique sont sans défense.
417
- Élection du pape Zosime (jusqu'en 418).
- En Espagne, les Wisigoths au service de l’Empire détruisent les royaumes des Alains et des Vandales Silings. Les survivants se rallient aux Vandales Hasdings en Galice.
- Fondation des premiers monastères de Provence aux îles de Lérins et à Saint-Victor de Marseille.

418
- Élection du pape Boniface Ier (jusqu'en 422) et de l'antipape Eulalien (jusqu'en 419). Affrontements entre leurs partisans dans Rome. Honorius exile Boniface puis le rappelle.
- Un édit d’Honorius interdit aux Juifs toute présence dans l’armée, les services publics, le Sénat romain et le barreau. Un autre édit punit de déportation et de confiscation des biens les adaptes du pélagianisme.
- Les Wisigoths d’Aquitaine obtiennent un fœdus donnant le statut de fédérés. Création du royaume Wisigoth
- L’assemblée des Gaules, réunie à Arles reprend le traitement des affaires judiciaires. (cf. Édit d'Honorius et Théodose)
- Fondation du monastère Saint-Victor à Marseille par Cassien
- Décès de Wallia, roi des Wisigoths. Théodoric Ier lui succède.

419
- Les Vandales et les Alains passent de Galice en Bétique dans le Sud de l’Espagne, sans rencontrer de résistance romaine. Les Suèves récupèrent l’ensemble de la Galice.

420
- Création en Europe orientale d’un empire des Huns
- Trèves est prise par les Barbares pour la 3e fois.

421
- Décès de Constance III, quelques mois après avoir été proclamé coempereur de l'Occident par Honorius.

422
- Élection du pape Célestin Ier, qui règne jusqu'en 432
- L’expédition romaine contre les Vandales du sud de l’Espagne s’achève en désastre.

423
- Août 423, décès de l’empereur Honorius sans descendant direct. En décembre, les fonctionnaires de Ravenne proclament empereur Jean, tandis qu’à Constantinople, Galla Placidia réclame le trône pour son fils Valentinien.

424
- Théodose II envoie dans les Balkans une armée importante pour conduire Galla Placidie et Valentinien à Ravenne,
- tandis que l’empereur Jean envoie Aetius auprès d’Attila pour recruter des Huns, incorporés comme mercenaires dans l'armée romaine.

425
- Les Vandales construisent une flotte méditerranéenne et attaquent les Îles Baléares.
- L’armée romaine venue d’Orient prend Ravenne, l’empereur Jean est exécuté.
- Octobre : début du règne de l’enfant Valentinien III, empereur romain d'Occident sous la tutelle de Galla Placidie. Aetius se rallie à lui et reçoit le commandement de la Gaule.

428
- Les Vandales s’emparent de Séville et du port de Carthagène en Espagne
- Trèves est saccagée par les barbares pour la 4e fois
- Aetius chasse des Francs insoumis qui occupaient la Rhénanie.

### Le repli méditerranéen (429-455)
429
- 80 000 Vandales conduits par leur roi Genséric (Gaiséric) traversent le détroit de Gibraltar pour se répandre en Afrique du Nord.
- Des Francs s'avancent jusqu'à Cambrai.
- Saint Germain d’Auxerre va en Bretagne lutter contre le pélagianisme et aide les Bretons à lutter contre les envahisseurs.

430
- Saint Augustin, évêque d'Hippone, meurt durant le siège de sa ville par les Vandales, prise en 431.
- Les Burgondes du Rhin se convertissent au catholicisme.

431
- Un concile œcuménique se tient à Éphèse à la demande du pape Célestin Ier
  - il condamne le nestorianisme comme une hérésie,
  - il définit Marie comme étant vraiment la « Mère de Dieu ».
  - le pape Célestin excommunie le patriarche de Constantinople Nestorius

432
- Élection du pape de Sixte III (fin en 440).
- Ruga partage l'empire des Huns entre ses deux neveux Attila et Bleda.

434
- Aetius est nommé commandant des armées de l'Empire d'Occident.
- Mort de Ruas et avènement d'Attila comme chef des Huns. En bonne relation personnelle avec Aetius, Attila tourne chaque année ses attaques vers l’Empire d’Orient.

435
- En Gaule, le brigandage des Bagaudes tourne à la révolte séparatiste. Réprimée en Gaule, la révolte passe en Espagne en Tarraconnaise.
- L'empereur Valentinien III cède à Genseric les provinces de Maurétanie et une partie de la Numidie.

436
- Les Burgondes qui tentaient de conquérir la Belgique sont battus à Worms par les Huns mercenaires de l'Empire romain. Le premier royaume Burgonde est anéanti. Les Burgondes commencent à quitter le Rhin moyen.

437
- L’empereur Valentinien III épouse Licinia Eudoxia, la fille de Théodose II, l'empereur d'Orient.

De 429 à 438, les empereurs d’Occident et d’Orient Valentinien III et Théodose II font rédiger le Code de Théodose, recueil de toutes les constitutions légales promulguées par les empereurs légitimes depuis 312. L’unité juridique du monde romain, royaumes barbares compris, est rétablie. Les futures lois promulguées dans une moitié de l’Empire devront être approuvées dans l’autre. En pratique, l’Occident respectera de moins en moins cette règle, recréant la coupure juridique de l’Empire.
439
- Les Vandales de Genséric s'emparent de Carthage
- Les Suèves s’étendent en Espagne : prise de Mérida (439), puis de Séville (441).

440
- Élection du pape Léon Ier (fin en 461).
- Les Vandales attaquent la Sicile, la Sardaigne et la Corse.
- Vers 440, évacuation des dernières villes romaines de Pannonie menacées par les Huns.

441
- En 441 ou 445 Attila écarte son frère Bléda et devient le seul monarque des Huns.

442
- Les Vandales rendent la Sicile, récemment envahie, en échange de la Numidie et les deux provinces de Maurétanie (Maroc et Algérie).
- Le roi des Vandales Genséric signe un traite de paix avec Valentinien III, avec l'approbation de Théodose II.
- Les Vandales reçoivent les pleins droits pour diriger la province romaine d'Afrique (Tunisie et Libye occidentale).
- Les Angles, les Jutes et les Saxons commencent la  conquête de la Bretagne (Angleterre), des Bretons se réfugient en Armorique.

443
- Aetius installe les Burgondes vaincus comme fédérés en Sapaudia dans la région de Genève. Ils s'installent sur le Rhin supérieur, entre Alpes et Jura.

445
- Pour faire cesser les raids de pillage de Genseric, Aetius promet de marier la fille de Valentinien III au fils de Genseric.

446
- Un chef Breton romanisé, Ambrosius Aurelianus, demande en vain à Aetius des secours contre les Barbares et contre le chef gallois Vortigern.

448
- Aetius bat les Francs à Arras.
- Nouvelle révolte des Bagaudes en Gaule, animée par le médecin Eudoxe.

449
- Le chef gallois Vortigern installe des mercenaires saxons dans le Kent.
- Les Bagaudes d’Espagne tuent l’évêque de Tarazona (près de Saragosse)
- Eudoxe, chef des Bagaudes gaulois, est battu et se réfugie chez Attila. Il le renseigne probablement sur la situation en Gaule.
- La princesse romaine Honoria, furieuse que son frère Valentinien III ait tué son amant, propose le mariage à Attila.

450
- L'historien Priscus relate sa visite à Attila.
- L'empire d'Attila atteint sa plus grande extension, de la mer Caspienne à la mer Baltique, au Rhin et au Danube.
- Novembre 450 : mort de la régente Galla Placidia.

451
- Attila remonte le Danube avec ses Huns et les Germains qui lui sont soumis et envahit la Gaule jusqu’à Orléans. 
  - sainte Geneviève convainc les habitants de Lutèce de ne pas abandonner leur cité aux Huns. Selon la tradition chrétienne elle détourne la colère d'Attila par ses prières.
  - Aetius réunit contre Attila une armée de Gallo-romains, de contingents Burgondes, Francs et Alains avec l’alliance de Théodoric I et ses Wisigoths. Attila fait demi-tour.
  - Juin 451 : Attila est battu aux Champs Catalauniques (ou Campus Mauriacus près de Troyes). Mort de Théodoric I pendant la bataille.
- Le concile de Chalcédoine proclame qu'il existe deux natures en Jésus-Christ ; une nature divine et une nature humaine, qu'il est à la fois vrai Dieu et vrai homme.
- Le concile de Chalcédoine affirme aussi dans son 28e canon l’égalité du patriarche de Constantinople et du pape de Rome. Le pape Léon Ier rejette cette décision et affirme sa primauté.

452
- Les Huns envahissent la plaine du Pô et mettent à sac Aquilée, Vicence, Padoue Mantoue, Vérone, Brescia, Bergame. Ravenne protégée par ses marécages reste hors d’atteinte.
  - La ville de Venise est fondée par des réfugiés de Padoue et d'Aquilée qui fuient les Huns.
  - Le pape Léon Ier et le préfet du prétoire Trigetius négocient avec Attila. Celui-ci renonce à Rome et se retire d’Italie, contre paiement d’un tribut annuel.

453
- Décès d'Attila lors d’un banquet. Ses fils Ellac, Ernac et Dengizik se disputent sa succession.

454
- Les Wisigoths envoyés par Aetius viennent à bout des derniers Bagaudes d’Espagne.
- la bataille de la Nedao démantèle l'empire hunnique dans un conflit de succession.
- Septembre 454 : lors d’une entrevue à Rome, Valentinien III poignarde Aetius, persuadé qu’il veut s’emparer du pouvoir.

455
- mars 455 : deux anciens officiers d’Aetius le vengent en assassinant Valentinien III.

### La décomposition finale (455-476)
Après la mort de Aetius et Valentinien III, les rois barbares fédérés ne se sentent plus liés à l’Empire, et cherchent tous à agrandir leurs territoires. L’Empire d’Occident va se réduire à l’Italie et quelques vestiges en Gaule du Sud-Est et en Dalmatie. La valse des empereurs commence.
- mars 455 : les aristocrates italiens nomment Pétrone Maxime empereur romain d'Occident.
- mai 455 : Genséric et ses Vandales partent d'Afrique du Nord pour attaquer Rome. Pétrone Maxime qui tente de fuir est lapidé par le peuple de Rome.
- juin 455 Les Vandales pillent Rome, sans tuerie ni incendie grâce à l’intervention du pape Léon Ier, et emmènent en otages les filles et le gendre de Valentinien III.
- vers 455, les Vandales s’emparent de la Corse et de la Sardaigne.
- juillet 455 Théodoric II roi des Wisigoths nomme le sénateur gaulois Avitus empereur romain d'Occident.
- Les Germains soumis aux Huns se révoltent et tuent Ellac, fils d’Attila. Dislocation de l'Empire des Huns.

456
- Les Ostrogoths libérés des Huns se fixent en Pannonie sur le Danube inférieur.
- Octobre : Sur la demande de l’empereur Avitus, Théodoric II intervient en Espagne avec des Wisigoths et des Burgondes contre les Bagaudes espagnols et les Suèves. Il bat et tue le roi Suève Rechiarius, et pille sa capitale Braga et Mérida.
- Octobre : Avitus est défait à la bataille de Placentia, en Italie du Nord et obligé à abdiquer par Ricimer, commandant de l’armée romaine d’Italie.

457
- Février : en l’absence d’empereur en Occident, Léon Ier se considère comme empereur de tout l’Empire. Il nomme Ricimer patrice et Majorien généralissime.
- Avril : Ricimer installe Majorien comme empereur romain d'Occident .
- Les partisans d’Avitus en Gaule se soulèvent et offrent la couronne impériale à Marcellinus, gouverneur de Dalmatie.
- Les Burgondes revenant d’Espagne s’emparent de Lyon. Les Wisigoths assiègent Arles.
- Majorien charge Ægidius de rétablir l’ordre en Gaule. Avec ses auxiliaires francs (dont Childéric Ier, roi des Francs Saliens), Ægidius récupère Lyon, s’oppose aux Wisigoths près d'Arles. Théodoric II, occupé en Espagne, doit renouer l’alliance des Wisigoths avec l’Empire.

459
- Majorien passe en Gaule à Lyon puis en Espagne pour monter une expédition contre les Vandales en Maurétanie. Genséric le devance et détruit la flotte romaine à Alicante.

461
- Élection du pape saint Hilaire (fin en 468).
- Août 461 : Ricimer fait exécuter Majorien et proclame Libius Severus, dit Sévère III.
- Ægidius refuse de reconnaître Libius Severus et se rend indépendant en Gaule du Nord. Il lutte contre les Wisigoths près d’Orléans, contre des Saxons vers Angers, et contre les Burgondes.
- Les Burgondes reprennent Lyon, et s’étendent vers le sud (Die, Vaison) et vers le nord (Langres).

462
- Les Wisigoths occupent Narbonne. Libius Severus et Ricimer ne contrôlent plus en Gaule que l’Auvergne et la Provence.

465
- Ricimer chasse les Vandales de Sicile.
- L'empereur fantoche Libius Severus meurt après un règne de 4 ans. Il n’a aucun successeur pendant deux ans.

466
- Les Vandales sont chassés de Sardaigne.

467
- En échange d'une aide militaire contre les Vandales, Ricimer accepte l'homme de Léon Ier, le général Anthémius, comme empereur d'Occident.
- Anthemius donne sa fille en mariage à Ricimer, mais son origine grecque et ses sympathies païennes le rendent impopulaire des Romains.

468
- Élection du pape Simplice (fin en 483).
- Les Vandales anéantissent la flotte d'Anthemius et de Léon Ier et s'emparent de la Sicile.
- Victoire des Wisigoths sur les Suèves en Lusitanie (Portugal) qui devient partie intégrante du royaume wisigoth. 
  - Les Wisigoths reconnaissent Remismundus comme roi des Suèves en Galice. Un évêque gaulois envoyé par les Wisigoths convertit les Suèves à l’arianisme.

469
- Euric, roi des Wisigoths, rompt définitivement le pacte de 418 et s’empare de la plus grande partie de l'Espagne, hormis le royaume des Suèves au Nord-ouest, ainsi que du Berri, du Limousin et du Velay.

472
- Avril : brouille entre Ricimer et Anthemius. Ricimer proclame empereur Olybrius, le gendre de Valentinien III, avec le soutien des Vandales.
- Mai à juillet : Ricimer assiège Rome où est retranché Anthémius. 3e pillage de Rome. Anthemius caché parmi un groupe de mendiants est découvert et tué.
- Août : décès naturel du Ricimer. Olybrius le remplace par le prince Burgonde Gondebaud avec le titre de patrice (commandant suprême des armées d'Occident).
- Novembre : décès naturel d’Olybrius.

473
- Mars : après 4 mois d’interrègne, Gondebaud met sur le trône Glycerius.
- Un groupe d’Ostrogoths pénètre en Italie. Glycérius achète leur départ.

474
- Julius Nepos, gouverneur de Dalmatie et soutenu par l’empereur d’Orient Zénon, débarque à Ravenne, marche sur Rome, évince Glycerius et devient empereur d'Occident en juin 474.
- Gondebaud retourne en Gaule et devient roi des Burgondes. Il instaure dans son royaume (date inconnue) l’égalité des droits entre Romains et Burgondes et autorise les mariages mixtes (Loi gombette).

475
- Le roi des Wisigoths Euric s’empare de l’Auvergne après 4 ans de guerre.
  - Julius Nepos accorde à Euric la concession légale de l’Espagne et de la Gaule jusqu’à la Loire et le Rhône.
- Août : le commandant de l'armée romaine, Flavius Oreste expulse Julius Nepos en Dalmatie.
  - Octobre : Oreste place son jeune fils, Romulus Augustule, sur le trône.

476
- Chute de l'Empire romain d'Occident : Odoacre, chef germain des Hérules et officier de l’armée d’Italie, capture et exécute Oreste, le 28 août.
- Septembre : Odoacre dépose le dernier empereur d'Occident, Romulus Augustule et renvoie les insignes impériaux à Constantinople.
- Euric, roi des Wisigoths, fait la conquête de Marseille et du Sud de la Gaule jusqu'à la frontière italienne.

480
- Assassinat en Dalmatie de Julius Nepos, dernier empereur d’Occident reconnu par Constantinople.

## Postérité

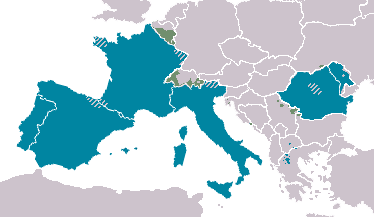
Carte des langues romanes en Europe directement héritées du latin.

Conventionnellement, ici finit l'Antiquité et commence le Moyen Âge. En fait, la Romanité ne connaît pas de discontinuité dans la partie orientale de l'Empire.
Seul l'Empire romain d'occident a disparu, remplacé par des royaumes barbares qui disparaîtront à leur tour. Des siècles de guerres vont suivre, avant que se dégagent de nouvelles forces : royaumes francs, sédentarisation des peuples germaniques et territoires islamiques (en Occident, voir al-Andalus; pour la province d'Afrique : Ifriqiya). L'unité du monde romain, la Pax Romana deviennent des mythes qui inspireront longtemps le monde occidental, attendant que survienne une forme de résurgence (voir Occident chrétien). La date symbolique de 476 a eu un retentissement considérable pour la civilisation occidentale qui se réclame de la culture latine. Un exemple : Histoire de la décadence et de la chute de l'Empire romain par Gibbon, XVIIIe siècle.
L'Empire romain d'Occident sera relevé par Charlemagne en 800. Il aura fallu plus de trois siècles pour qu'un Germain ose prendre le titre impérial romain.